# Lombers
Lombers é uma comuna francesa na região administrativa de Occitânia, no departamento de Tarn. Estende-se por uma área de 38,79 km². Em 2010 a comuna tinha 1 152 habitantes (densidade: 29,7 hab./km²).